# Svenska mästerskapen i fälttävlan 1988
Svenska mästerskapen i fälttävlan 1988 avgjordes i Gärds Köpinge och arrangerades av Gärds Ryttarförening. Tävlingen var den 38:e upplagan av Svenska mästerskapen i fälttävlan.

## Resultat
| Placering | Ryttare           | Häst     |
| --------- | ----------------- | -------- |
| 1         | Lars Christensson | Drusilla |
| 2         | Ingela Persson    | Viktor   |
| 3         | Jan Jönsson       | Gerry    |